# Reprezentacja Chorwacji na Mistrzostwach Europy w Wioślarstwie 2010
Reprezentacja Chorwacji na Mistrzostwach Europy w Wioślarstwie 2010 liczyła 10 sportowców. Najlepszym wynikiem było 2. miejsce w czwórce podwójnej mężczyzn.

## Medale

### Złote medale
Brak

### Srebrne medale
czwórka podwójna (M4x): David Šain, Martin Sinković, Damir Martin, Valent Sinković

### Brązowe medale
dwójka bez sternika (W2-): Sonja Kešerac, Maja Anić

## Wyniki

### Konkurencje mężczyzn
- dwójka bez sternika (M2-): Vitomir Čavrlj, Nikša Skelin – 9. miejsce
- dwójka podwójna (M2x): Mario Vekić, Hrvoje Jurina – 9. miejsce
- czwórka podwójna (M4x): David Šain, Martin Sinković, Damir Martin, Valent Sinković – 2. miejsce

### Konkurencje kobiet
- dwójka bez sternika (W2-): Sonja Kešerac, Maja Anić – 3. miejsce